# Demokratyczna Republika Konga na Letnich Igrzyskach Paraolimpijskich 2016
Demokratyczną Republikę Konga na Letnich Igrzyskach Paraolimpijskich 2016 w Rio de Janeiro reprezentowało dwoje lekkoatletów. Był to drugi występ tego kraju na igrzyskach paraolimpijskich (poprzedni miał miejsce w 2012 roku). 
Chorążym reprezentacji podczas ceremonii otwarcia igrzysk była Rosette Luyina Kiese.

## Wyniki

### Lekkoatletyka
Mężczyźni
| Zawodnik               | Konkurencja            | Eliminacje | Eliminacje | Finał    | Finał   | Źródło |
| Zawodnik               | Konkurencja            | Rezultat   | Miejsce    | Rezultat | Miejsce | Źródło |
| ---------------------- | ---------------------- | ---------- | ---------- | -------- | ------- | ------ |
| Jean Mwangandi Mabonze | bieg na 100 metrów T54 | 17,46      | 7          | NQ       | NQ      | [ 3 ]  |

Kobiety
| Zawodnik             | Konkurencja        | Finał    | Finał   | Źródło |
| Zawodnik             | Konkurencja        | Rezultat | Miejsce | Źródło |
| -------------------- | ------------------ | -------- | ------- | ------ |
| Rosette Luyina Kiese | pchnięcie kulą F57 | 4,97 m   | 10      | [ 4 ]  |